# Fiebrigiella gracilis
Fiebrigiella gracilis är en ärtväxtart som beskrevs av Hermann August Theodor Harms. Fiebrigiella gracilis ingår i släktet Fiebrigiella och familjen ärtväxter. Inga underarter finns listade i Catalogue of Life.